# Cornélie Huygens
Cornélie Lydie Huygens (Haarlemmerliede, 13 de junio de 1848-Ámsterdam, 31 de octubre de 1902) fue una escritora neerlandesa, socialdemócrata y feminista. Se hizo conocida pronto por sus artículos feministas y debutó como novelista en 1877.

## Biografía
Huygens nació el 13 de junio de 1848 en Haarlemmerliede. Hija de Gerard William Otto Huygens y Cornelia Adelaide Henriette Elias (1824-1848), su madre falleció después de su nacimiento y fue criada por su tía paterna Jeanne Marie Huygens, amiga de la feminista Mina Kruseman.
A la edad de 22 años, Huygens se mudó de Leiden a Valkenburg, pero en invierno se quedó con Kruseman en Bruselas. Quería convertirse en cantante y Kruseman le presentó a un profesor de canto de Bruselas. Después de un año y medio tuvo que admitir que su talento musical era demasiado limitado. Mientras tanto, Kruseman le había presentado el trabajo de su amigo Multatuli y la animó a escribir artículos en periódicos feministas. Kruseman también se aseguró de que se publicara la primera novela de Huygens, Hélène van Bentinck (1877). A esto le siguieron algunas novelas literarias débiles pero muy vendidas sobre asuntos amorosos en los círculos más altos, con las que Huygens, soltera, obtuvo la independencia financiera que preconizaba para todas las mujeres.

## La Dama Roja
Huygens fue una de las pocas mujeres de la primera ola del feminismo en vincular la lucha por la emancipación entre trabajadoras y mujeres comunes, sin rechazar el "feminismo" de las mujeres de clase alta. Participó activamente en los movimientos socialista y feminista. Huygens como ideóloga socialista activa y conocida y participante en el debate político, y por su trabajo por el sufragio femenino hizo que el trabajo por los derechos de las mujeres, que en Países Bajos había sido previamente solo un asunto para las mujeres de clase alta, fuera parte del movimiento socialista por los derechos de los trabajadores.
En 1896, se unió al recién fundado Partido Socialdemócrata de los Trabajadores (SDAP) y se convirtió en la primera mujer en los Países Bajos en ser miembro de un partido político, y se la conoció como la "Dama Roja". Regularmente se peleaba tanto con los líderes del movimiento sindical como con los luchadores por el sufragio femenino, quienes en su opinión no tenían en cuenta los intereses de los trabajadores. Trató de conectar los dos movimientos de emancipación, como se desprende de su discurso al Vrije VrouwenVereniging (VVV), Een word aan de Nederlandsche women (1896). A diferencia de su compañera de partido Henriette Roland-Holst, Huygens participó en la Exposición Nacional del Trabajo Femenino en 1898 en La Haya. Al margen de esto, organizó un congreso para sirvientas domésticas y ayudó en el establecimiento del Haagse Dienstbodenbond Allen voor Elkaar. Poco después, se mezcló con el folleto El amor en la vida de las mujeres antes y ahora (1899) en la batalla por la pluma sobre la novela de tendencia feminista Hilda van Suylenburg (1897) de Cécile Goekoop-de Jong van Beek en Donk, que jugó en los círculos de la sociedad de La Haya. Ella pensó que era un libro importante, pero insuficientemente fundamentado desde un punto de vista histórico-cultural. Huygens hizo un análisis marxista del tema de la mujer y señaló que los factores económicos influyen en la posición social de la mujer.

## Muerte
A pesar de su oposición por principios a la institución del matrimonio, se casó el 2 de octubre de 1902, con cincuenta y cuatro años, con el empresario alemán nacido en Ámsterdam Ignazius Bahlmann (1852-1934), que había traducido su novela Barthold Meryan al alemán. Aparentemente muy infeliz en su nuevo estado civil, un mes después de la boda se ahogó arrojándose en un estanque del Vondelpark.

## Publicaciones
- Uit den strijd des levens (z.p. 1878).[4]
- Arabesken (Ámsterdam 1884).
- Regina (Ámsterdam 1884).
- Ellen (Ámsterdam 1889).
- Een huwelijk (Ámsterdam 1892).
- Hoogenoord, 2 delen (Ámsterdam 1892).
- Zomer (Ámsterdam 1895).
- Socialisme en ‘féminisme’ (Ámsterdam 1898) [brochure].
- Darwin-Marx. Bernstein als bestrijder van eene natuur-philosophische leer (Ámsterdam 1901).

### Literatura[4]
- Mina Kruseman, Mijn leven (Dordrecht 1877).
- S.M.D. Troelstra-Bokma de Boer, in: Het Volk, 9-11-1902.
- Annie Romein-Verschoor, Vrouwenspiegel, Een literair-sociologische studie over de Nederlandse romanschrijfster na 1880 (Utrecht 1935) 66-69.
- Josine Meyer, ‘Cornelie Huygens’, Mededelingenblad Sociaal-Historische Studiekring  12 (1957) dec., 2-8.
- M. van der Wey, Cornélie Huygens, vanonder de parasol de barrikade op (Ámsterdam 1977).
- Aukje  Holtrop, ‘De freule’, in: Idem red., Vrouwen rond de eeuwwisseling (Ámsterdam 1979) 99-113.
- Jeroen Brouwers, ‘Cornelie Huygens, 1848-1902’, in: Idem, De laatste deur. Essays over zelfmoord in de Nederlandse letteren (Ámsterdam 1983).
- Marianne Braun, De prijs van liefde. De eerste feministische golf, het huwelijksrecht en de vaderlandse geschiedenis (Ámsterdam 1992).
- Fia Dieteren: ‘Wie was Barthold Meryan?’, in: www.onvoltooidverleden.nl, editie 16 (2002).

## Suicidio
Huygens sorprendió a amigos y enemigos al casarse con el empresario alemán Ignazius Bahlmann, que había traducido a Barthold Meryan al alemán, a pesar de su pública aversión al matrimonio. En el otoño de 1901 lo visitó en Weimar. Desde allí le escribió a su amigo SDAP A.H. Gerhard que ella y Bahlmann, infelizmente casado, se conocían desde hacía cuatro años y se habían enamorado. Se casó el 2 de octubre de 1902 en Ámsterdam, pero el matrimonio debió de resultar una amarga decepción. El 31 de octubre se ahogó en el estanque del Vondelpark, frente a su casa en Van Eeghenstraat. El funeral contó con la presencia de la cúpula de la SDAP.